# Thurston Moore
Pour les articles homonymes, voir Moore.
 (mai 2017).
Si vous disposez d'ouvrages ou d'articles de référence ou si vous connaissez des sites web de qualité traitant du thème abordé ici, merci de compléter l'article en donnant les références utiles à sa vérifiabilité et en les liant à la section « Notes et références ».
Thurston Joseph Moore est un musicien américain né le 25 juillet 1958 dans l'État de Floride. Membre du groupe de rock américain, Sonic Youth en tant que guitariste et chanteur.

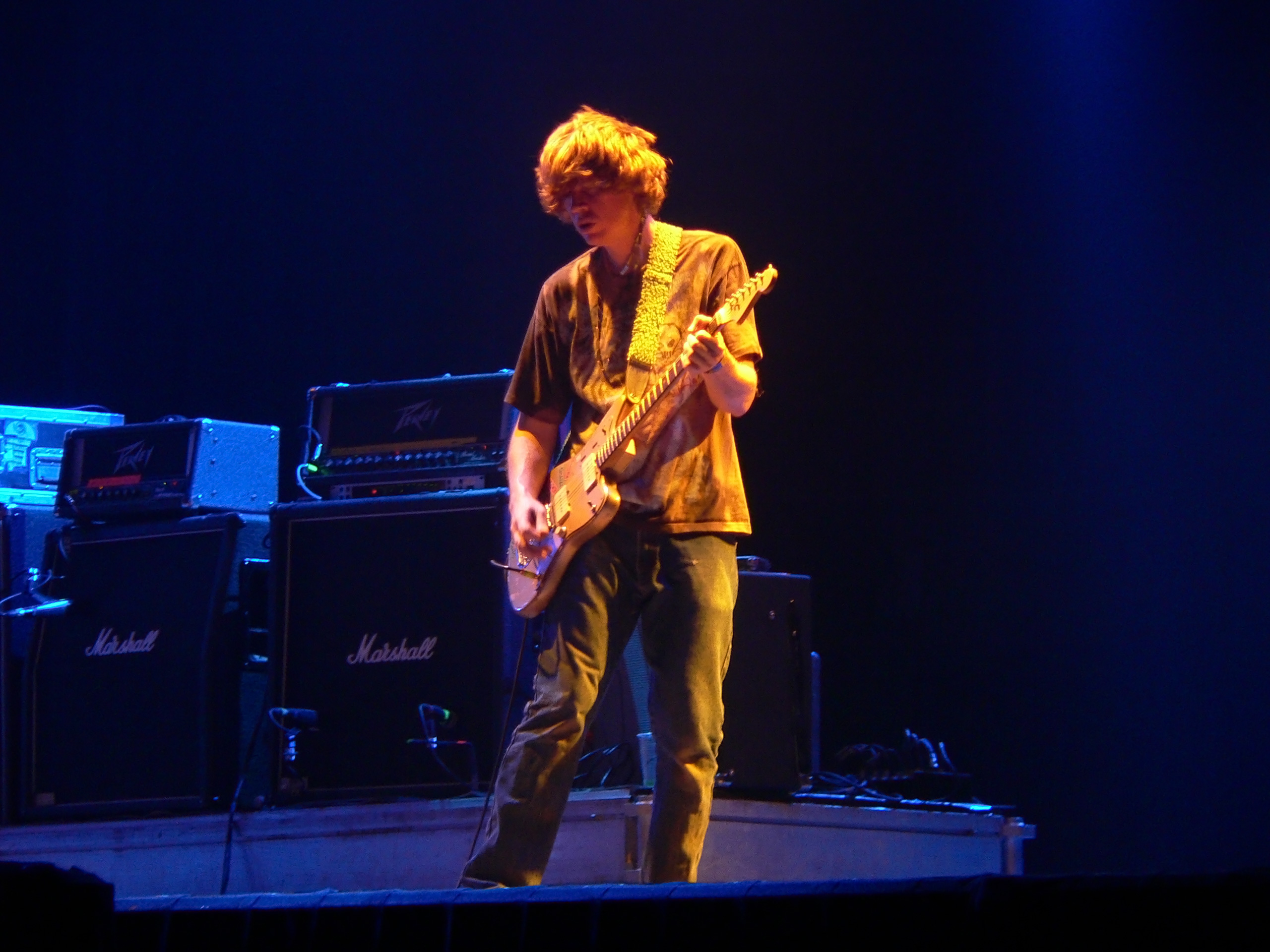
Thurston Moore lors d'un concert de Sonic Youth au festival de Roskilde 2005

Thurston Moore passe son enfance à Bethel, commune rurale du Connecticut. Son père était professeur de musique et de philosophie.
Il s'installa définitivement à New York en octobre 1979 et fonda les groupes The Coachmen et Untouchables (avec Alec MacKaye, le frère de Ian MacKaye) puis Sonic Youth avec Kim Gordon en juin 1981. Il participera à plusieurs projets tels que Ciccone Youth avec Mike Watt en 1986, Dim Stars avec Richard Hell et Don Fleming du groupe Gumball en 1991
En 1984, il se marie avec Kim Gordon, avec qui il aura une fille, Coco Gordon Moore, en 1994. L'année suivante, il sort son album solo Psychic Hearts. C'est en 2007 qu'il sort un nouvel album solo, Trees Outside the Academy.
En 2011, Kim Gordon et Thurston Moore annoncent leur séparation, signant de facto la fin de Sonic Youth,. Thurston Moore s'installe par la suite à Londres. En novembre 2014, il publie l'album The Best Day, entouré pour l'occasion de Steve Shelley, Debbie Googe (bassiste de My Bloody Valentine) et James Sewards à la deuxième guitare,.

## Collaborations.
Les artistes avec qui Thurston Moore travailla tout au long de sa carrière sont nombreux et assez éclectiques pour constituer un réseau aussi puissant que rare dans l'histoire de la musique actuelle.
C'est à 24 ans qu'il est engagé par Glenn Branca pour jouer dans son quartet, quintet puis octet de guitares. On l'entend donc sur Who You Staring At ?, Symphonie no 1 (Tonal Plexus) (où il joue de la guitare Soprano et Tenor), et Symphonie no 3 (1982 et 1983). S'ensuit une fugace apparition chez les méconnus Thick Pigeon dans Two Crazy Cowboys (1984). Il remercie Lydia Lunch de son chant sur l'album de Sonic Youth Bad Moon Rising en jouant sur son Honeymonn In Red et Stinkfist en 1987 où il chante également. Il accompagne le groupe néerlandais The Ex (groupe) sur leur album Joggers and Smoggers (1989) (Il les retrouvera pour un In The Fishtank en 2002 avec Sonic Youth et I.C.P.).
Il joue sur l'album Life In Exil After Abdication (1989) de Maureen Tucker (la batteuse du Velvet Underground) et en est l'arrangeur. Il forme un éphémère trio avec Jim Sauter et Don Dietrich en 1990 et publie Barefoot In Head. Il joue de la basse sur Rake de Velvet Monkeys, la même année, et l'année suivante, est claviériste pour Gumball dans Special Kiss,  produit le Mask Of Light de Rudolph Grey, et collabore au projet Dim Stars avec Richard Hell et Steve Shelley de Sonic Youth, Don Fleming du groupe Gumball, et Robert Quine. En 1992, il travaille à nouveau avec son ami Glenn Branca qui fait appel à lui pour son Symphony no 2 où l'on retrouve notamment Lee Ranaldo, Craig Bromberg et David Linton. Parmi ses apparitions les plus connues, il signe en 1994 le solo de la fin du single What's the Frequency, Kenneth?, de R.E.M. sur Monster. Cette courte partie de guitare constitue son plus gros succès puisque le morceau se classe 21e au Billboard. Les Japonaises de Shonen Knife, William Hooker ainsi que Trumans Water sont des artistes méconnus qui ont bénéficié de la collaboration de Thurston Moore, en 1993, 1994 et 1995. Il rejoint son compagnon de route de toujours Lee Ranaldo sur Amarillo Ramp (for Robert Smithson).
Il remixe en 1996 deux albums de vétérans, Rising Mixes de Yoko Ono et Sacrilege : The Remixes de Can. Il a mixé le Bustin' and Dronin' de Blur en 1998 et Un drame musical instantané en 1999. On peut l'entendre sur Revolution of Everyday life d'Echo Park, Incomplete Directions de Steve Dalachinsky (premier enregistrement où il joue exclusivement de la guitare acoustique) et deux publications de Loren Mazzacane Connors. Il se produit (et écrit leurs notes de livret) avec le saxophoniste Michel Doneda et le guitariste Jean-Marc Montera, musiciens de jazz avant-gardiste français, en 2000 ; il retrouvera Doneda accompagnés cette fois de Peter Brötzmann et Mats Gustafson (autres saxophonistes renommés) en août 2007 pour une performance au festival Jazz à la Villette. Il joue ensuite (toujours de la guitare) pour Russell Mills & Undark, Gerard Malanga (le poète et photographe underground new-yorkais, proche collaborateur d'Andy Warhol), Phill Niblock et Sonny Vincent. Également en 2000 il enregistre avec les Français Areski Belkacem (compositeur et multi-instrumentiste) et Brigitte Fontaine le 6e volume des SYR. Récemment, il a collaboré avec Hanin Elias, Richard Hell (ex-Television), Diskaholics, Scientists. On peut entendre ses dernières notes de guitare hors Sonic Youth sur Total Joke Era (février 2007) de The Bark Haze (toute jeune formation plébiscitée par Moore). Il a également participé aux projets de William Burroughs et le groupe de no wave Swans. En 2013, l participe à la tournée Guitare Poetry Tour avec Andy Moor, Anne-James Chaton, Jean-Michel Espitallier, Olivier Mellano. Plusieurs collaborations aux albums de DJ Spooky. Il est l'auteur des notes de livret pour Suckdog et Christian Marclay, et produit depuis 1999 de nombreux albums publiés sur Ecstatic Peace!, le label qu'il a créé. Il est crédité au générique du film Last Days.

## Style musical et technique
Avec Lee Ranaldo, il est connu pour l'usage de nombreuses sortes d'accordages de guitare. C'est également un adepte de la guitare préparée. En effet, il joue de la guitare avec des baguettes de batterie sur les morceaux de Sonic Youth 100%, Free City Rhymes, Burning Spear, She is Not Alone, The World Looks Red, I Love Her All the Time, Eric's Trip et Youth Against Fascism ; avec un marteau sur Heather Angel, avec une lime de fer sur Small Flowers Crack Concrete et Calming the Snake (en live); avec un klaxon de vélo sur Lightnin' ; avec une clarine sur She's in a Bad Mood ; et avec une petite barre de fer sur Calming the Snake. Il utilise aussi la technique du slide au bottleneck sur 100%, Female Mechanic Now On Duty et Inhuman (à la basse) et Catholic Block.
Il joue aussi de la guitare basse sur The Good and the Bad, Shaking Hell, Inhuman, Making the Nature Scene, Beauty Lies in the Eye, My Friend Goo, Rats, et sur les reprises Blonde Redhead de DNA et I Wanna Be Your Dog des Stooges.
Il a aussi collaboré avec Maryanne Amacher.

## Discographie solo
- Psychic Hearts (1995, Geffen)
- Piece for Jetsun Dolma - une improvisation en direct aux côtés de Tom Surgal et de William Winant au festival international de musique actuelle de Victoriaville (1996, Les Disques VICTO)
- Trees Outside The Academy (2007, Ecstatic Peace!)
- Wonderful Witches single (2007)
- Demolished Thoughts (2011, Matador Records)
- Chelsea Light Moving – Chelsea Light Moving, (2013, Matador Records)
- The Best Day (2014, Matador Records)
- Rock n Roll Consciousness (2017, Caroline)
- By the fire (2020, Daydream Library)
- Screen Time (2022, Southern Lord)
- Flow Critical Lucidity (2024, Daydream Library)